# James Needles
James Richard Needles (Tacoma, 13 marzo 1900 – San Francisco, 22 luglio 1969) è stato un allenatore di pallacanestro statunitense.
È stato il primo allenatore a vincere la medaglia d'oro con la nazionale di pallacanestro degli Stati Uniti alle Olimpiadi di Berlino 1936.

## Carriera
Nato nel Washington, Needles ha studiato al Saint Ignatius College (poi diventato University of San Francisco), dove ha iniziato a giocare a basket. Dal 1924 ha ricoperto il ruolo di giocatore-allenatore e a ventotto anni è diventato capo allenatore. Come head coach ha vinto il campionato della Far Western Conference nel 1928 e della Pacific Association nel 1929. Jimmy Needles ricoprì anche la carica di allenatore della squadra di football americano del Saint Ignatius, ottenendo un secondo posto nelle Far Western Regionals del 1928.
Lasciato l'incarico per problemi di salute, nel 1932 riprese ad allenare passando all'Universal Pictures. La squadra si fece notare nell'Amateur Athletic Union e Needles fu così nominato commissario tecnico della nazionale maggiore, che vinse il Torneo Olimpico 1936.
Dopo i Giochi Olimpici, Needles passò alla Loyola Marymount University, dove allenò la squadra che disputava il campionato per college. Lì conobbe Pete Newell e Phil Woolpert, futuri allenatori. Nel 1941 tornò a San Francisco, dove fu nominato direttore atletico della squadra di pallacanestro e dal 1946 capo allenatore. È morto nel 1969.

## Palmarès
- Torneo Olimpico: 1
Stati Uniti: 1936